# Route royale (Finlande)
Pour les articles homonymes, voir Route royale (homonymie).
La Route royale (en finnois : Kuninkaantie, en suédois : Kungsvägen) est une route de l'Europe du nord datant du XIIIe siècle.
Elle part de Bergen en Norvège passe par Oslo et Stockholm, traverse la mer Baltique par l'archipel d'Åland, puis par Turku et le sud de la Finlande.
Elle se termine en Russie au château de Vyborg,,. 

## Histoire
Au XIVe siècle, la route royale relie les principaux centres administratifs et châteaux de Finlande, le château de Turku et le château de Viipuri en longeant la côte maritime finlandaise. 
Les villages et les équipements de défense les plus importants étaient situés le long des estuaires et des vallées, de sorte que l'alignement de la route permettait de passer d'un village et d'une église à l'autre.

## Municipalités traversées
Les municipalités traversées par la route sont:
- Turku
- Kaarina
- Paimio
- Salo
- Raasepori
- Lohja
- Inkoo
- Siuntio
- Kirkkonummi
- Espoo
- Vantaa
- Sipoo
- Porvoo
- Loviisa
- Pyhtää
- Kotka
- Hamina
- Virolahti
- Viipuri

## Galerie

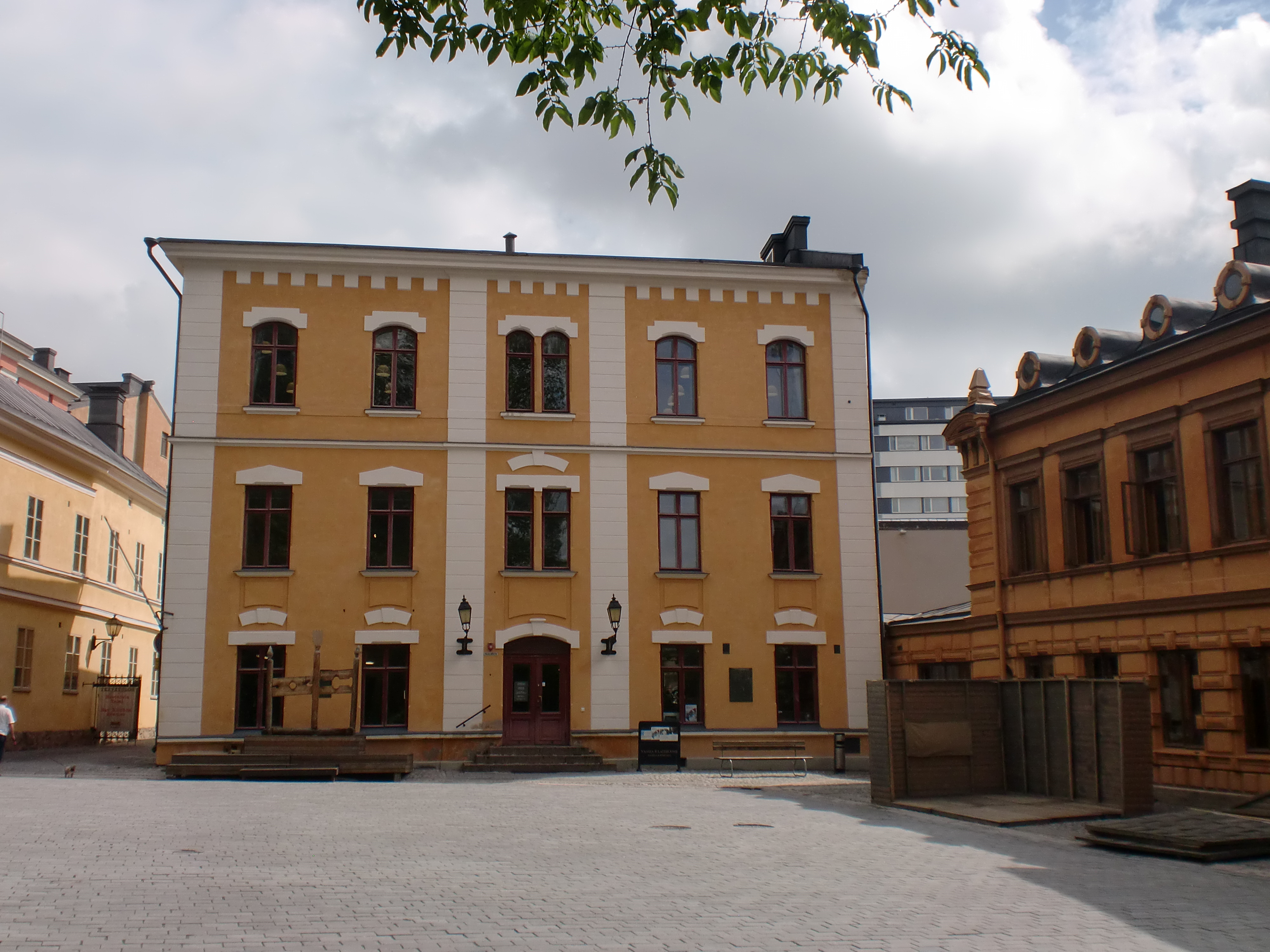
La route part de la place du vieux marché de Turku.
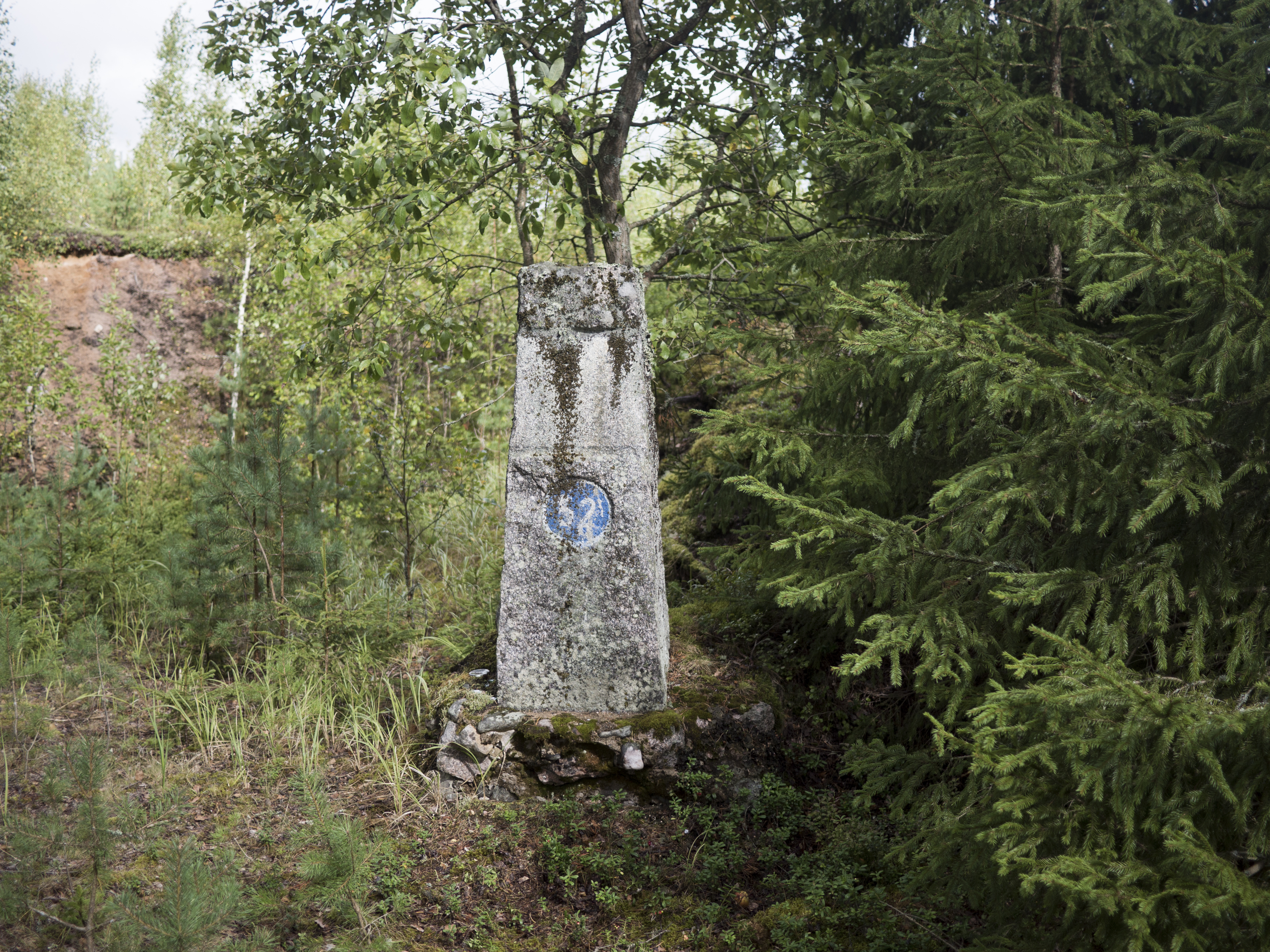
Panneau routier entre Perniö et Ekenäs.
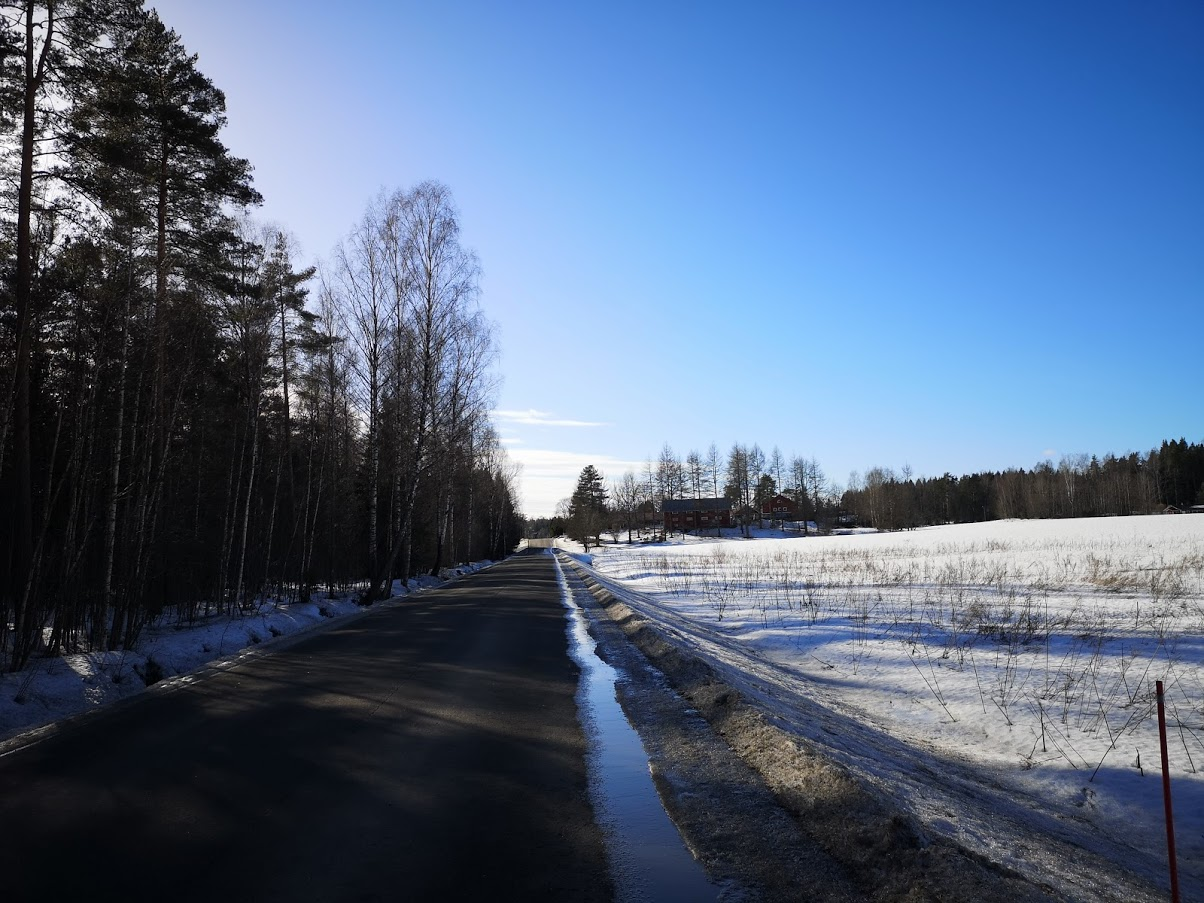
Vanha Porvoontie.
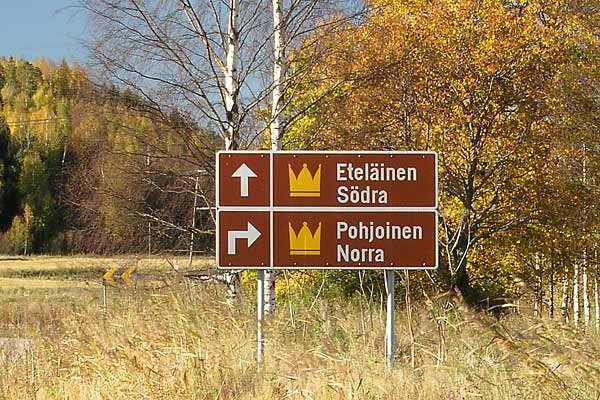
La route royale à Siuntio.
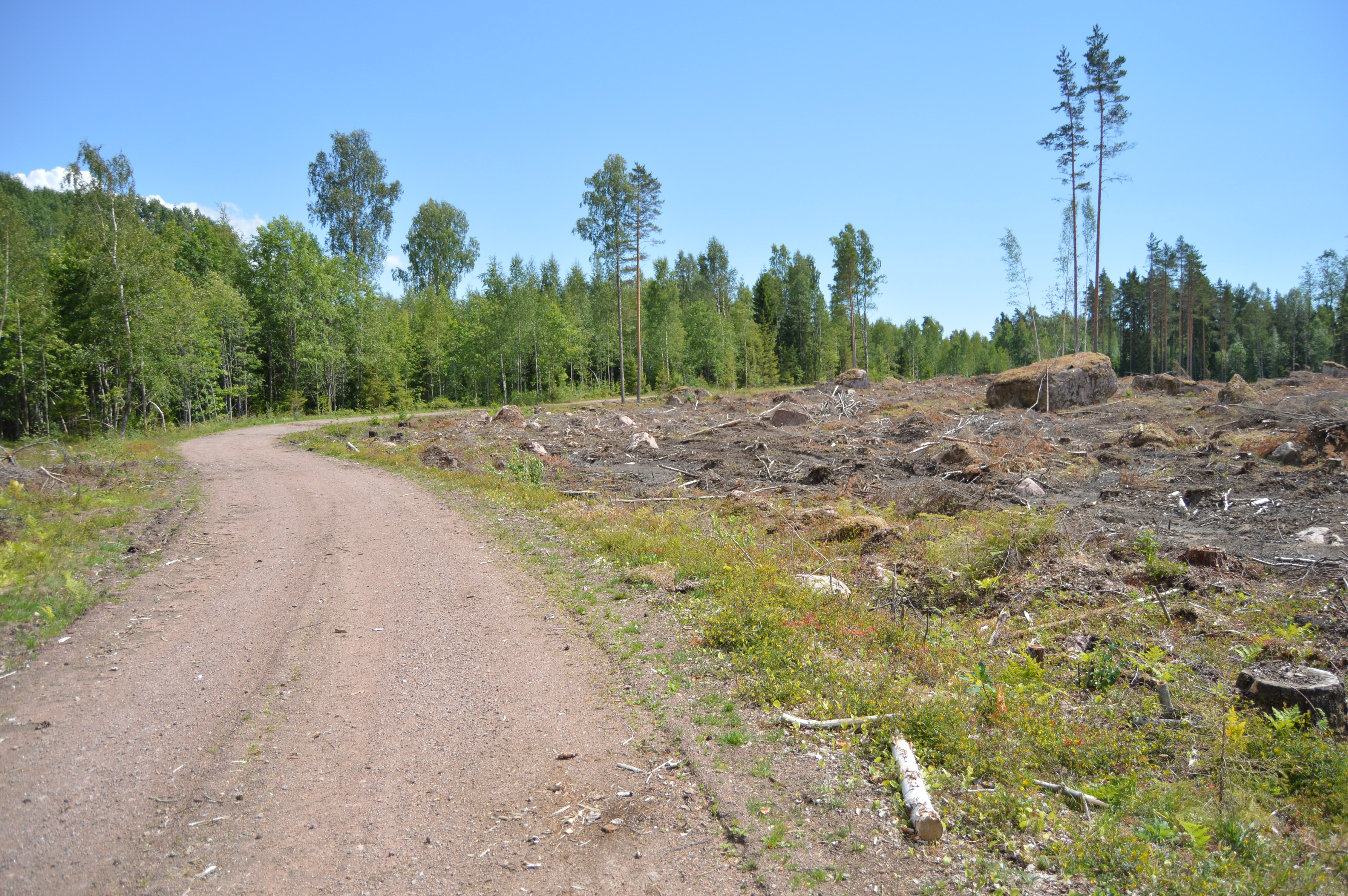
La route royale à Hamina
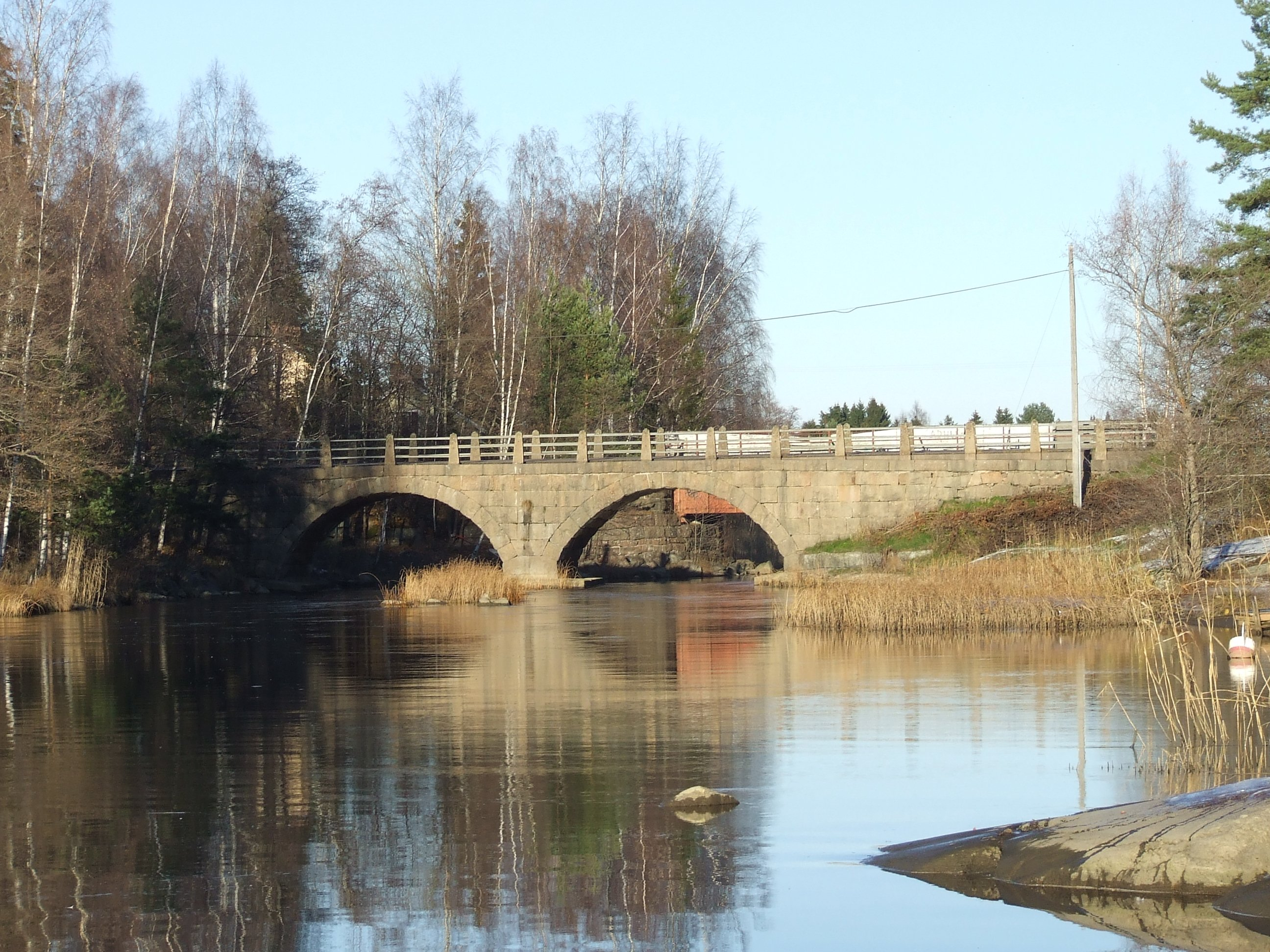
La route royale à Hamina.
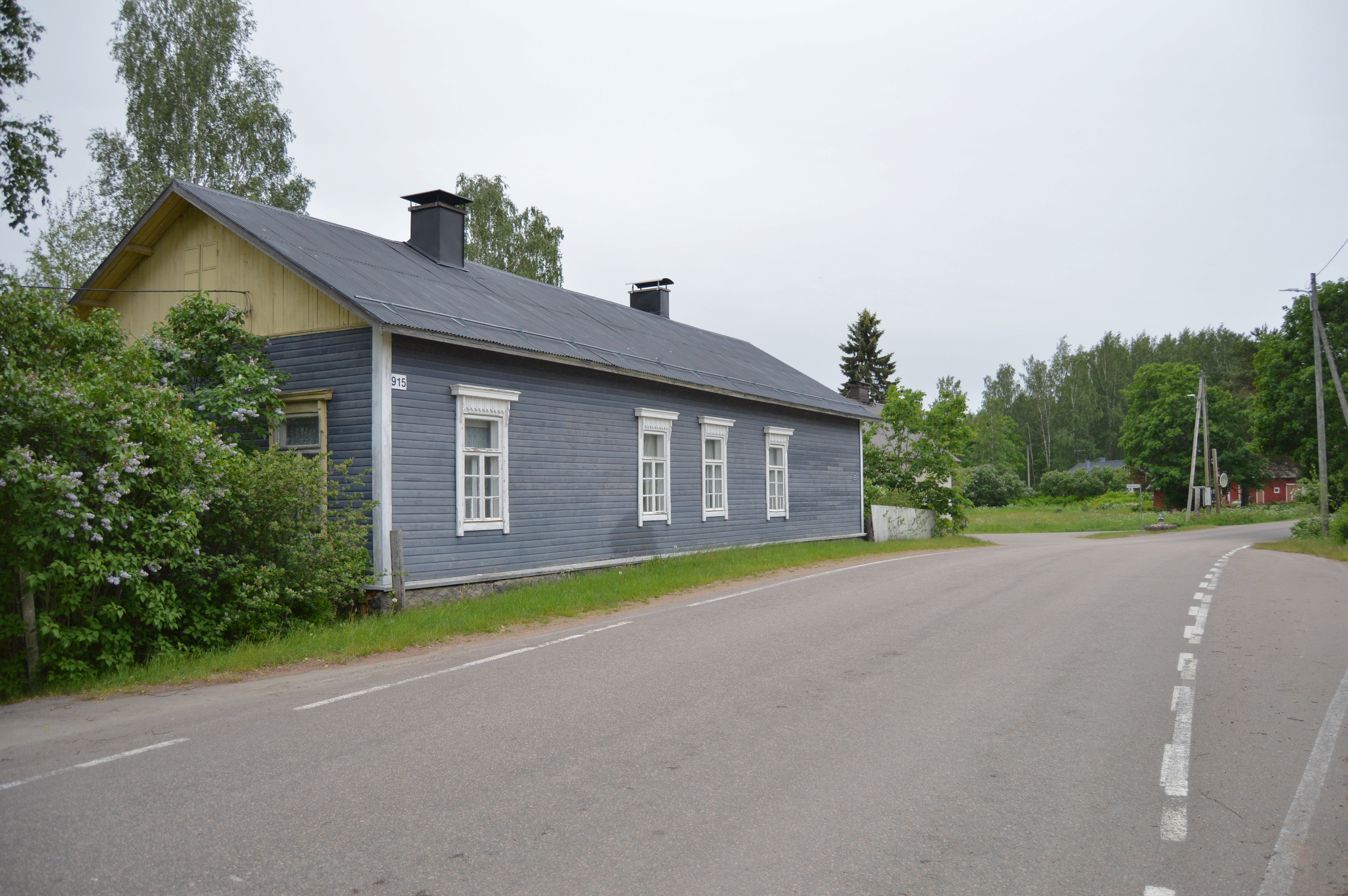
Museotie à Mäntlahti.
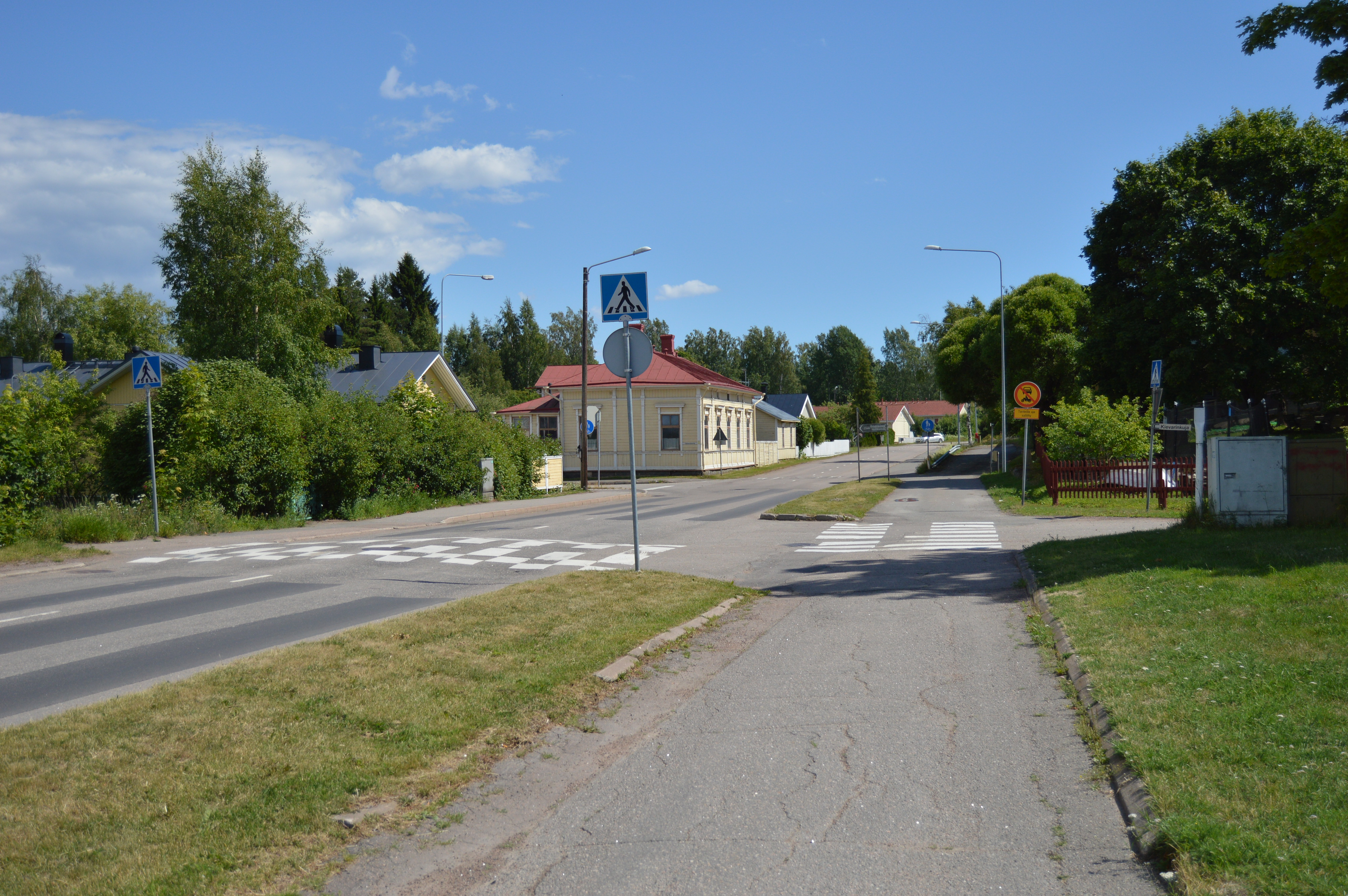
Viipurinkatu, Hamina.jpg